# Khedafi Djelkhir
Khedafi Djelkhir (* 26. Oktober 1983 in Besançon) ist ein ehemaliger französischer Boxer. Sein größter Erfolg war der Gewinn der Silbermedaille im Federgewicht bei den Olympischen Spielen 2008.

## Werdegang

### Amateur
Khedafi Djelkhir wuchs in Besançon auf und begann als Jugendlicher 1996 bei Besançon Ring Athlétique mit dem Boxen. Sein Trainer war Nasri Quahib. 2004 bis 2008 wurde er Französischer Meister im Federgewicht und besiegte dabei unter anderem Daouda Sow sowie Hicham Ziouti.
Bei den EU-Meisterschaften 2004 in Spanien gewann er eine Bronzemedaille, nachdem er im Halbfinale gegen Viorel Simion ausgeschieden war. Die Europameisterschaften 2004 in Kroatien beendete er mit dem Gewinn der Silbermedaille, nachdem er erst im Finale gegen Vitali Tajbert verloren hatte. Zudem nahm er an den Olympischen Spielen 2004 in Athen teil, unterlag jedoch im Achtelfinale erneut gegen Vitali Tajbert.
Nachdem er bei den Weltmeisterschaften 2005 in China in der Vorrunde gegen Meharullah Lassi und bei den Europameisterschaften 2006 in Bulgarien im Achtelfinale gegen Şahin İmranov gescheitert war, gewann er 2007 die EU-Meisterschaften in Irland. Er besiegte dabei unter anderem Yakup Kılıç und Carl Frampton. Bei den Weltmeisterschaften 2007 in den USA unterlag er in der Vorrunde gegen Raynell Williams.
2008 gewann er die Europäische Olympiaqualifikation in Italien und schlug dabei unter anderem Stephen Smith und Şahin İmranov. Er startete daraufhin bei den Olympischen Spielen 2008 in Peking. Dort drang er durch Siege gegen Paul Fleming, Raynell Williams, Arturo Reyes und Şahin İmranov ins Finale vor, wo er beim Kampf um die Goldmedaille gegen Wassyl Lomatschenko verlor.
Er gewann darüber hinaus internationale Turniere in Deutschland, Finnland, Lettland, Litauen, Polen, Spanien und Tschechien, darunter das Feliks Stamm Tournament 2005, den Chemiepokal 2007 und das Tammer-Turnier 2007.

### World Series of Boxing
2013/14 boxte er für das Team Italia Thunder in der World Series of Boxing. Er gewann dabei gegen Mykola Buzenko, Omar El-Hag sowie Farid Kennouche und erlitt eine Niederlage gegen Magomed Kurbanow.

### Profi
Khedafi Djelkhir boxte von März 2009 bis Juni 2014 im Profibereich und gewann jeden seiner 16 Kämpfe, davon 12 vorzeitig. Im Dezember 2010 gewann er den Französischen Meistertitel und im Juni 2012 den Titel WBO-Intercontinental.

### APB Pro Boxing
Von November 2014 bis Januar 2015 startete Djelkhir in dem neugegründeten Profibereich „APB“ des Amateur-Weltverbandes. Djelkhir konnte seine Kämpfe gegen Yonni Blanco, Alberto Melián und Robenilson de Jesus gewinnen und stand im Finale der „APB“ im Bantamgewicht erneut Alberto Melián gegenüber, den er wieder besiegen konnte. Damit qualifizierte sich Djelkhir als erster französischer Boxer für die Olympischen Spiele 2016 in Rio de Janeiro. Im Juli 2016 gab er jedoch bekannt, aus persönlichen Gründen nicht an den Olympischen Spielen teilzunehmen. Zu diesem Zeitpunkt betrug seine Amateurbilanz 103 Kämpfe mit 84 Siegen.